# Джейкоб Маршак
Яків Ізраїлевич Маршак (англ. Jacob Marschak, 23 липня 1898, Київ — 27 липня 1977, Лос-Анджелес) — американський економіст українського єврейського походження.

## Життєпис
Яків етнічний єврей, юдейського віровизнання, племінник відомого київського ювеліра, що мав власну фабрику в районі сучасного Майдану Незалежності у Києві, 1917 р. став членом Центральної Ради від РСДРП (меншовиків), але активної участі у її роботі не брав. У протоколах засідань Центральної Ради його прізвище не зустрічається.
Восени 1917 виїзжджає на Кавказ, де в одному із урядів обіймав посаду міністра праці, за часів гетьманату повернувся в Україну, 1919 р. емігрував до Німеччини, після встановлення нацистського режиму — до США. Захищає дисертацію з економіки і стає визнаним економістом. Кілька його учнів отримали Нобелівські премії.